# انریکه سوم
انریکه سوم (به اسپانیایی: Enrique III) که «مورنر» نیز خوانده می‌شد، یکی از پادشاهان کاستیا بود. او به دلیل بیماری به انریکه رنجور مشهور بود.